# Finale della UEFA Champions League 2021-2022
La finale della 67ª edizione di UEFA Champions League si tenne il 28 maggio 2022 allo Stade de France di Saint-Denis tra gli inglesi del Liverpool e gli spagnoli del Real Madrid.
Questa è stata la prima finale disputata in uno stadio con capienza al 100% dopo quella del 2019, dal momento che le precedenti due erano state condizionate dalla pandemia di COVID-19. La finale si sarebbe dovuta disputare all'Allianz Arena di Monaco di Baviera ma, a causa dello spostamento della finale del 2020 per via della pandemia di COVID-19, le sedi già selezionate sono slittate all'anno successivo, comportando l'assegnazione della finale del 2022 allo stadio San Pietroburgo dell'omonima città. Tuttavia, a causa dell'invasione russa dell'Ucraina il 24 febbraio 2022, il giorno seguente la UEFA ha deciso di spostare la finale dallo stadio San Pietroburgo allo Stade de France. I disordini all'esterno dello stadio francese, hanno posticipato l'inizio della partita di 36 minuti.
La finale è stata vinta dagli spagnoli del Real Madrid per 1-0, al quattordicesimo successo nella competizione. I madrileni hanno ottenuto il diritto di giocare contro i vincitori della UEFA Europa League 2021-2022, i tedeschi dell'Eintracht Francoforte, nella Supercoppa UEFA 2022, e di partecipare alle edizioni 2022 e 2025 della Coppa del mondo per club FIFA. Questa è stata la terza volta che le due squadre si sono incontrate in finale, dopo quelle del 1981 e del 2018.

## Le squadre
| Squadre     | Partecipazioni precedenti (il grassetto indica la vittoria)                                         |
| ----------- | --------------------------------------------------------------------------------------------------- |
| Liverpool   | 9 (1977, 1978, 1981, 1984, 1985, 2005, 2007, 2018, 2019)                                            |
| Real Madrid | 16 (1956, 1957, 1958, 1959, 1960, 1962, 1964, 1966, 1981, 1998, 2000, 2002, 2014, 2016, 2017, 2018) |

## Sede
Questa è stata la terza finale di UEFA Champions League che lo stadio ha ospitato dopo quelle del 2000 e del 2006.

### Selezione della sede
Il 22 febbraio 2019 la UEFA ha indetto un bando libero per selezionare gli stadi che avrebbero ospitato le finali del 2022 e del 2023 della UEFA Champions League. Le federazioni hanno avuto tempo fino al 22 marzo 2019 per esprimere il loro interesse, e i fascicoli delle candidature dovevano essere presentati entro il 1º luglio 2019.
Sebbene la UEFA non abbia confermato i nomi delle federazioni che avevano presentato candidature, è stato riportato che la federazione calcistica tedesca avrebbe candidato l'Allianz Arena di Monaco di Baviera, qualora non fosse stata selezionata per la finale del 2021. La scelta del Comitato Esecutivo della UEFA per la finale del 2022 è ricaduta proprio sull'Allianz Arena, che è stata scelta durante il Congresso di Lubiana (Slovenia), del 24 settembre 2019, durante il quale sono state selezionate anche le sedi delle finali di UEFA Champions League del 2021 e del 2023.
Il 17 giugno 2020 il Comitato Esecutivo della UEFA ha annunciato che, a causa del rinvio e dello spostamento della sede della finale del 2020 e dello slittamento di un anno di tutte le altre sedi già selezionate, lo stadio San Pietroburgo dell'omonima città avrebbe ospitato la finale del 2022. Tuttavia, a causa dell'invasione russa dell'Ucraina il 24 febbraio 2022, il giorno seguente la UEFA ha deciso di spostare la finale dallo stadio San Pietroburgo allo Stade de France di Saint-Denis.

## Il cammino verso la finale

### Liverpool
Il Liverpool di Jürgen Klopp viene inserito nel Gruppo B insieme a Atlético Madrid, Porto e Milan. Nell'incontro d'esordio, gli inglesi battono il Milan per 3-2 in casa, prima di imporsi in trasferta per 5-1 contro il Porto; nella doppia sfida contro l'Atlético Madrid arrivano un 3-2 esterno e un 2-0 interno. Il girone si chiude con una vittoria per 2-0 in casa contro i portoghesi ed un trionfo in trasferta per 2-1 contro gli italiani, che determinano il primo posto in classifica a punteggio pieno con 18 punti conquistati. Agli ottavi di finale vengono sorteggiati con gli italiani dell'Inter, eliminati con un risultato complessivo di 2-1 tra gara di andata, vinta per 2-0 in trasferta, e ritorno, perso per 1-0 in casa. Ai quarti eliminano i portoghesi del Benfica, con un risultato complessivo di 6-4, determinato dalla vittoria esterna per 3-1 e dal pareggio interno per 3-3. In semifinale affrontano gli spagnoli del Villarreal, rivelazione del torneo capace di eliminare la Juventus agli ottavi e il Bayern Monaco ai quarti. I Reds eliminano gli iberici con un risultato complessivo di 5-2 tra andata e ritorno, vincendo sia a Liverpool per 2-0 che a Vila-real per 3-2. Per gli inglesi si tratta della decima finale della propria storia, a distanza di tre anni da quella vinta nel 2019 contro il Tottenham.

### Real Madrid
Il Real Madrid di Carlo Ancelotti viene inserito nel Gruppo D insieme a Inter, Šachtar e Sheriff Tiraspol. Nella partita di debutto, gli spagnoli vincono per 1-0 in trasferta contro l'Inter, prima di essere clamorosamente sconfitti in casa dallo Sheriff Tiraspol per 2-1; nella doppia sfida contro lo Šachtar, arrivano un trionfo per 5-0 a Kiev e una vittoria per 2-1 a Madrid. Il girone si completa con una vittoria esterna per 3-0 contro i moldavi ed un ulteriore trionfo casalingo per 2-0 contro gli italiani, che sancisce il primo posto in classifica con 15 punti conquistati, derivanti appunto da cinque successi e una sconfitta. Agli ottavi di finale vengono sorteggiati con i francesi del Paris Saint-Germain, eliminati con un risultato complessivo di 3-2 tra andata e ritorno, determinato dalla sconfitta esterna per 1-0 e dalla vittoria interna per 3-1. Ai quarti gli inglesi del Chelsea, vincitori della precedente edizione, vengono sconfitti con un risultato complessivo di 5-4 tra andata, vinta per 3-1 in trasferta, e ritorno, perso per 3-2 dopo i tempi supplementari. In semifinale, i Blancos eliminano un'altra squadra inglese, il Manchester City, finalista dell'edizione precedente, con un risultato complessivo di 6-5 fra andata e ritorno, determinato dalla sconfitta per 4-3 a Manchester e dal successo per 3-1 dopo i tempi supplementari a Madrid. Gli spagnoli raggiungono così la diciassettesima finale di Champions League della propria storia, a distanza di quattro anni dall'ultima disputata e vinta proprio contro il Liverpool.

### Tabella riassuntiva del percorso
Note: In ogni risultato sottostante, il punteggio della finalista è menzionato per primo. (C: Casa; T: Trasferta)
| Squadra         | Pt | G |
| --------------- | -- | - |
| Liverpool       | 18 | 6 |
| Atlético Madrid | 7  | 6 |
| Porto           | 5  | 6 |
| Milan           | 4  | 6 |

| Squadra          | Pt | G |
| ---------------- | -- | - |
| Real Madrid      | 15 | 6 |
| Inter            | 10 | 6 |
| Sheriff Tiraspol | 7  | 6 |
| Šachtar          | 2  | 6 |

## Contesto
Allo Stade de France di Saint-Denis va in scena la finale tra Liverpool, alla decima presenza nell'atto conclusivo della competizione dopo l'ultimo trionfo nel 2019, e Real Madrid, alla diciassettesima finale complessiva dopo l'ultima vittoria del 2018. Le due compagini si affrontano inoltre per la terza volta nella finale del torneo dopo i precedenti del 1981, con vittoria degli inglesi, e 2018, col successo appunto degli spagnoli. L'allenatore dei britannici, Klopp, schiera la squadra col 4-3-3: davanti al portiere Alisson, la linea difensiva a quattro è composta da Alexander-Arnold e Robertson come terzini e da Konaté e van Dijk come difensori centrali. In mediana Fabinho è supportato da Thiago e dal capitano Henderson, mentre il tridente d'attacco è formato da Mané, Salah e Díaz. L'allenatore degli iberici, Ancelotti, adotta il medesimo modulo dei rivali: davanti a Courtois, la retroguardia a quattro è composta da Carvajal e Mendy come terzini e da Alaba e Militão come difensori centrali. In mediana Casemiro è affiancato da Modrić e Kroos, mentre il trio offensivo è formato da Vinícius, Valverde e il capitano Benzema, quest'ultimo capocannoniere della competizione.

## La partita
Dopo quindici minuti di gioco il Liverpool sfiora il vantaggio con Salah, che, dopo aver ricevuto un cross rasoterra di Alexander-Arnold, impegna severamente Courtois in uscita. Al 20', gli inglesi hanno nuovamente un'ottima occasione per sbloccare la gara, ma il portiere degli spagnoli devia sul palo un potente destro di Mané dal limite dell'area. Dopo un ulteriore colpo di testa da parte di Salah, e respinto da Courtois, il Real Madrid va in gol al 42' con Benzema al termine di un'azione confusa; tuttavia la rete viene annullata dal VAR poiché l'attaccante francese si trovava in posizione di fuorigioco sull'iniziale lancio lungo di Alaba, andando dunque a chiudere il primo tempo a reti inviolate.
Nel secondo tempo, i Blancos trovano il gol al 59' con Vinícius che, completamente smarcato, supera Alisson da pochi passi ribadendo in rete un cross tagliente di Valverde, firmando l'1-0. Il Liverpool reagisce immediatamente con Salah, ma entrambi i suoi tentativi di segnare vengono respinti da uno strepitoso Courtois. I Reds provano a creare occasioni da gol inserendo anche Firmino e Jota, però gli spagnoli si rivelano solidissimi in difesa, complice anche la serata di grazia del portiere belga, arginando le loro sortite offensive. Il match termina dunque con la vittoria di misura dei madrileni, che conquistano così il trofeo per la quattordicesima volta nella propria storia, nonché ottava consecutiva in altrettante finali disputate.

## Tabellino

### Dettagli
La squadra "di casa" (ai fini amministrativi) è stata determinata da un sorteggio aggiuntivo effettuato dopo il sorteggio dei quarti di finale.
| Arbitro: | Clément Turpin |

|  |           |              |
|  | Marcatori | 59’ Vinícius |

| Liverpool | Real Madrid |

| P               | 1  | Alisson                 |     |     |
| D               | 66 | Trent Alexander-Arnold  |     |     |
| D               | 5  | Ibrahima Konaté         |     |     |
| D               | 4  | Virgil van Dijk         |     |     |
| D               | 26 | Andrew Robertson        |     |     |
| C               | 14 | Jordan Henderson        |     | 77’ |
| C               | 3  | Fabinho                 | 62’ |     |
| C               | 6  | Thiago                  |     | 77’ |
| A               | 11 | Mohamed Salah           |     |     |
| A               | 10 | Sadio Mané              |     |     |
| A               | 23 | Luis Díaz               |     | 65’ |
| A disposizione: |    |                         |     |     |
| P               | 62 | Caoimhín Kelleher       |     |     |
| D               | 12 | Joe Gomez               |     |     |
| D               | 21 | Kostas Tsimikas         |     |     |
| D               | 32 | Joël Matip              |     |     |
| C               | 7  | James Milner            |     |     |
| C               | 8  | Naby Keïta              |     | 77’ |
| C               | 15 | Alex Oxlade-Chamberlain |     |     |
| C               | 17 | Curtis Jones            |     |     |
| C               | 67 | Harvey Elliott          |     |     |
| A               | 9  | Roberto Firmino         |     | 77’ |
| A               | 18 | Takumi Minamino         |     |     |
| A               | 20 | Diogo Jota              |     | 65’ |
| Allenatore:     |    |                         |     |     |
| Jürgen Klopp    |    |                         |     |     |

| P               | 1  | Thibaut Courtois  |       |
| D               | 2  | Daniel Carvajal   |       |
| D               | 3  | Éder Militão      |       |
| D               | 4  | David Alaba       |       |
| D               | 23 | Ferland Mendy     |       |
| C               | 10 | Luka Modrić       | 90’   |
| C               | 14 | Casemiro          |       |
| C               | 8  | Toni Kroos        |       |
| A               | 15 | Federico Valverde | 86’   |
| A               | 9  | Karim Benzema     |       |
| A               | 20 | Vinícius Júnior   | 90+3’ |
| A disposizione: |    |                   |       |
| P               | 13 | Andriy Lunin      |       |
| D               | 6  | Nacho             |       |
| D               | 12 | Marcelo           |       |
| C               | 17 | Lucas Vázquez     |       |
| C               | 19 | Dani Ceballos     | 90’   |
| C               | 22 | Isco              |       |
| C               | 25 | Eduardo Camavinga | 86’   |
| A               | 7  | Eden Hazard       |       |
| A               | 11 | Marco Asensio     |       |
| A               | 18 | Gareth Bale       |       |
| A               | 21 | Rodrygo           | 90+3’ |
| A               | 24 | Mariano           |       |
| Allenatore:     |    |                   |       |
| Carlo Ancelotti |    |                   |       |

| Assistenti arbitrali: Nicolas Danos (Francia) Cyril Gringore (Francia) Quarto ufficiale Benoît Bastien (Francia) VAR: Jérôme Brisard (Francia) Assistenti al VAR: Willy Delajod (Francia) Massimiliano Irrati (Italia) Filippo Meli (Italia) | Regole dell'incontro - due tempi regolamentari da 45 minuti ciascuno; - due tempi supplementari da 15 minuti ciascuno in caso di parità; - tiri di rigore in caso di ulteriore parità; inizialmente cinque per squadra, e a oltranza fino a spareggio in caso di ulteriore parità; - numero massimo di 23 giocatori per squadra a referto (11 in campo e 12 come potenziali sostituti); - cinque sostituzioni permesse nei tempi regolamentari; una sesta permessa nei tempi supplementari. |

## Statistiche
| Statistiche       | Liverpool | Real Madrid |
| ----------------- | --------- | ----------- |
| Reti segnate      | 0         | 0           |
| Tiri totali       | 10        | 1           |
| Tiri in porta     | 5         | 0           |
| Parate            | 0         | 5           |
| Possesso palla    | 47%       | 53%         |
| Calci d'angolo    | 1         | 1           |
| Falli commessi    | 5         | 4           |
| Fuorigioco        | 0         | 1           |
| Cartellini gialli | 0         | 0           |
| Cartellini rossi  | 0         | 0           |

| Statistiche       | Liverpool | Real Madrid |
| ----------------- | --------- | ----------- |
| Reti segnate      | 0         | 1           |
| Tiri totali       | 13        | 2           |
| Tiri in porta     | 4         | 1           |
| Parate            | 0         | 4           |
| Possesso palla    | 53%       | 47%         |
| Calci d'angolo    | 5         | 1           |
| Falli commessi    | 8         | 3           |
| Fuorigioco        | 1         | 3           |
| Cartellini gialli | 1         | 0           |
| Cartellini rossi  | 0         | 0           |

| Statistiche       | Liverpool | Real Madrid |
| ----------------- | --------- | ----------- |
| Reti segnate      | 0         | 1           |
| Tiri totali       | 23        | 3           |
| Tiri in porta     | 9         | 1           |
| Parate            | 0         | 9           |
| Possesso palla    | 50%       | 50%         |
| Calci d'angolo    | 6         | 2           |
| Falli commessi    | 13        | 7           |
| Fuorigioco        | 1         | 4           |
| Cartellini gialli | 1         | 0           |
| Cartellini rossi  | 0         | 0           |